# Wierzenia
Wierzenia (ang. beliefs) to termin trudny do zdefiniowania, występuje w wielu różnych kontekstach. Należy go odnieść także do innych pojęć, np. przekonania, wyobrażenia zbiorowe, wiara, religia.
Dyscypliny nauki zajmujące się zagadnieniami związanymi z tematyką wierzeń to m.in. religioznawstwo, kulturoznawstwo, antropologia kulturowa oraz socjologia.
Chcąc najogólniej odpowiedzieć, czym są wierzenia i jaka jest ich natura, należy przede wszystkim wskazać na to, że jest to zbiór twierdzeń lub wyobrażeń, często dotyczących zjawisk i bytów nadprzyrodzonych, niesprawdzalnych empirycznie (jak życie po śmierci, magia, antropogeneza, kosmogeneza czy teogonia). Funkcjonowanie wierzeń może być obserwowane na płaszczyznach praktyki, pamięci oraz emocji.

## Próby zdefiniowania pojęcia
David Hume przyjmuje stanowisko, zgodnie z którym twierdzi, że wierzenia to coś, co można odczuwać przez umysł, co odróżnia ustalone osądy od fikcji dopuszczanej w obrębie wyobraźni. Definicja ta nie uwzględnia wzruszeń i emocji, które są istotne w niektórych kontekstach, w których mowa o wierzeniach. Nie mają jednak znaczenia w innych. 
Według Immanuela Kanta bazowanie na wierzeniach jest czymś między wiedzą a opinią. „Słowo wiara odnosi się tylko do wskazówek, które daje mi dana idea oraz do subiektywnie istotnego wpływu na zachowanie mojego poglądu. Zmusza mnie do podtrzymywania go na bieżąco, choć może nie być w stanie dać niczego prócz spekulatywnej uwagi na ten temat”.
John Fahy twierdzi, że nie należy pojmować wierzeń jako pojęcia przeciwstawnego wobec wiedzy, gdyż są one pewną jej formą.

## Wierzenia w teorii funkcjonalistycznej Bronisława Malinowskiego
Bronisław Malinowski uważał, że obserwując praktyki magiczne i religijne oraz zachowania codzienne, nawykowe, a następnie próbując wyjaśnić je za pomocą mitów i wierzeń danej społeczności, można uzyskać wyjaśnienia owych praktyk, wynikające z przekonań i wyobrażeń obowiązujących w grupie. Wierzenia są dla tego badacza tym, co decyduje o sensie nadawanym przez członków społeczności ich działaniom.
Malinowski napisał, że „bez wierzeń nie ma żadnej ważnej magii, ceremonii czy rytuału; wiara zostaje rozciągnięta na opis konkretnych praktyk”.
Wierzenia i mity mogą mieć również funkcję uzasadniania porządku społecznego. Malinowski stwierdza, że istnieją wśród Trobriandczyków opowieści uzasadniające matrylinearność tego ludu i uniezależniające poczęcie i dziedziczenie od mężczyzny, np. mit o poczęciu przez kobietę pierwszego członka klanu za sprawą ryby podczas kąpieli lub za sprawą kropli ze stalaktytu podczas wypoczynku w jaskini, bez udziału mężczyzny.

## Wierzenia a awans społeczny
Wierzenia mogą służyć za uzasadnienie walki o wyższy status w grupie. Wśród zislamizowanego ludu Hausa mieszkającego w północnej Nigerii panuje przekonanie, że kobiety potrafią nawiązywać kontakty z dziecięcymi duchami Bori, które Allah skazał na początku dziejów na pozostawanie w ukryciu przed resztą ludzi. Wiara pozostałych w dostęp do tajemnej mocy duchów umożliwia niektórym kobietom ubieganie się o zaistnienie w sferze publicznej, co w patriarchalnym plemieniu Hausa jest raczej wyjątkiem niż regułą.

## Wierzenia współcześnie
Edward Burnett Taylor twierdził, że nauka położy religii kres poprzez upowszechnienie wiedzy kosztem wierzeń. Kosmologia ludu Temne mieszkającego w Sierra Leone, badanego przez Rosalind Shaw, może jednak służyć za przykład obalający tę tezę. Pod wpływem trwających pięć wieków kontaktów z Europejczykami i wywołanego przez nie w dobie kolonializmu handlu niewolnikami z okolic zamieszkiwanych przez tę społeczność oraz wywożenia ich za ocean wykształciły się w owej grupie wierzenia o miastach czarowników. W tych cudownych miejscach technologia ma splatać się z czarami i panuje tam ponoć wszechobecny dobrobyt. Istnienie takich miejsc jest możliwe zdaniem ludności tubylczej dlatego, że czarownicy wyzyskują biedniejsze warstwy społeczeństwa, zagarniając dla siebie za pomocą czarów ich moc sprawczą. Dzięki temu wykraczają poza zwykłe ludzkie możliwości. Oskarżeni o czary nie są jednak kojarzeni z dawnymi europejskimi kolonizatorami ani współczesnymi władzami (oskarżanie ich o wyzysk mogłoby gdzie indziej wydać się logiczne), a raczej z ludźmi, których da się zepchnąć na margines społeczny (dawniej sprzedać w niewolę). Mimo ich rzeczywistej niemocy w oczach Temne są ważnymi personami w niewidzialnym mieście. Wierzenie to jest według Rosalind Shaw obrazem kosmologii kapitalizmu w Sierra Leone.

## Ujęcie kognitywistyczne
W oparciu o kognitywistykę, można stwierdzić, że wiara to specyficzny tryb świadomości. Korzystając z osiągnięć tej dziedziny nauki, można zdefiniować system wierzeń jako sposób zarządzania informacjami o systemie poznawczym (niekoniecznie zawarty w formie jawnej i ujęty w zdania). Ów mechanizm jest osadzony w myśleniu i zachowaniach wcześniejszych generacji.

## Krytyka pojęcia w obrębie nauki
Antropologiczne rozumienie terminu wierzeń zostało skrytykowane przez wielu przedstawicieli środowisk naukowych, między innymi przez Jamesa Bielo. Według niego antropolodzy zwykle definiują wierzenia jako modelowe, językowo-poznawcze postawy odpowiadające roszczeniom lub zobowiązaniom społeczno-psychologiczno-emocjonalnym, funkcjonujące dzięki praktyce, wykonaniu i pamięci.
W zależności od tego, czy chcemy traktować wiarę jako stan wewnętrzny, uczucie, czy po prostu wyraz zgody na obowiązującą umowę społeczną, związane z nią pojęcie wierzeń może przyjmować różne formy i funkcje.
Charles Lindholm stwierdza: "Badacze na ogół przyjmują, że wierzenia są nadbudową ideologiczną wyrażającą podstawowe relacje władzy tudzież oknami do ukrytych napięć w organizacji społecznej, a nawet, dla strukturalistów, źródłem rewelacji o ukrytych mechanizmach funkcjonowania samego umysłu. Niezależnie od podejścia, twierdzono, że wierzenia były spójne i stałe, tworząc samodobudowujący się system. Dawniej brano również za pewnik, że wierzącego popycha do działania to, że przykłada dużą wartość do swoich wierzeń sugerujących wykonywanie konkretnych czynności. "
 Dla Galiny Lindquist i Simona Colemana "wspólne pojęcia" na temat wierzeń "są mylące. Mogą one dotyczyć poznawczej postawy, ale także mieć charakter emocjonalnego ustosunkowania". Wiara może przenosić w sobie intensywność emocjonalną, ale nie jest to warunkiem koniecznym. "Czy wierzenie może być opisane jako posiadające funkcje - czy wyjaśniające, moralne, albo jakiś inny rodzaj?" Są one, jak przyjmuje się w perspektywie poznawczej, "motywacją i sposobem działania".

### Sceptycyzm Rodneya Needhama
Rodney Needham pisze: "wierzeń, które nigdy nie pociągają za sobą działań nie uznawałbym za wierzenia". Problematyczne stałyby się tu przekonania posiadane przez jednostki na temat życia na innych planetach, teorii ewolucji lub dokładności newtonowskiej fizyki. Z drugiej strony jednak próba opisania wierzeń w kontekście ich konsekwencji mogłaby poskutkować nakreśleniem zbyt wąskiego pola definicji. Needham twierdzi, że "pierwszą z przeszkód jest samo dynamiczne rozpowszechnienie się wariantów interpretacji angielskich słów wiara i wierzyć (ang. belief, believe)(1972, s. 41). Odwołując się do licznych przykładów grup etnicznych i światopoglądowych na przestrzeni dziejów, Needham pokazuje, jak angielskie rozumienie owego terminu "obejmuje szerokie spektrum sposobów ustosunkowywania się do zobowiązań, od wątpliwości do pewności" (1972, s. 91). Twierdzi, że angielskie wykorzystanie tego pojęcia, jego pojemność i znaczenia nie mają odzwierciedlenia w innych językach i rozumieniu terminu przez inne nacje.
Needham reprezentuje sceptycyzm poznawczy wobec zjawisk wiary, wierzeń i ich jednoznacznych funkcji czy znaczeń. Wskazuje na brak języka, w którym można uchwycić uniwersalność kategorii wierzenia. W takim przypadku, aby znaleźć uniwersalną definicję różnorodności zjawisk, uczuć i odbiorów prawd, które wiara może oznaczać, Needham stwierdza, że powinniśmy wynaleźć nową terminologię, z którą do tej drażliwej koncepcji można by podejść (1972, s. 41) 

## Naukowcy postulujący dalsze korzystanie z pojęcia
John Fahy uważa, że wieloznaczność nie jest przeszkodą, ale źródłem trwałego znaczenia pojęcia wierzeń. Problem ze zdefiniowaniem go może polegać jego zdaniem na trudności odpowiedniego kategoryzowania przez naukę różnych cech wierzeń, ich form, ich funkcji i założeń, które przywykliśmy badać w ustalonych z góry, nie zawsze adekwatnych do danego przypadku schematach.
Malcolm Ruel twierdzi, że wierzenia są bardzo istotnym elementem religii chrześcijańskiej. Według niego w innych religiach często rolę nadrzędną nad wierzeniami ma praktyka.
Wierzenia zdaniem Ruela powinny mieć następujące cechy:
1. Wierzenie jest w centrum religii w podobny sposób, jak to ma się do chrześcijaństwa.
2. Wierzenia osoby lub osób wpływają na jej lub ich zachowania, a zatem mogą być cytowane jako wystarczające wyjaśnienie owych zachowań.
3. Wiara jest zasadniczo stanem wewnętrznym, psychologicznym.
4. Rola samych wierzeń jest ważniejsza niż rola tego, co jest to przedmiotem owych wierzeń.

Ruel ostrzega, że „w poszukiwaniu tego, co ma być wspólne dla całej ludzkości, można łatwo stracić sprzed oczu to, co jest bardzo istotne dla niektórych ludzi".
Jak okazało się być w przypadku pojęć takich jak pokrewieństwo, społeczeństwo czy kultura, pojęcie wierzenia zostało ukute w obrębie postmodernistycznego myślenia, które może służyć do inspiracji pozwalających opracować bardziej przemyślane koncepcje i głębsze rozumienie na temat tego, co znaczy wierzyć w danym kontekście kulturowym.
Steven Carlisle sugeruje, że problem z pojęciem wiary nie dotyczy żadnej z jej definicji, a czegoś donioślejszego: „Antropologia ma problemy z wierzeniami – ich znaczeniami, zastosowaniami, a nawet ważnością poza chrześcijańskimi kontekstami, do których owo pojęcie jest często odnoszone. Ten dyskomfort bierze się w dużej mierze z faktu, że wiara może odnosić się zarówno do wewnętrznego zjawiska psychologicznego jak i roszczeń społecznych do prawdy. Niepewność przy definiowaniu pojęcia nie jest zatem problemem z terminologią, a raczej odzwierciedla podstawowe problemy w antropologii - dylematy dotyczące podmiotowości i osobowości".

## Perspektywy wykorzystania terminu
Krytycyzm wobec posługiwania się terminem wierzeń w ujęciu antropologicznym wzbudził wiele zastrzeżeń środowisk naukowych wobec ludzi używających tego terminu bez dostatecznej refleksji poprzedzającej użycie. Przyczynił się też do odsłonięcia pewnych trudności, które nauka napotyka przy próbie stosownego opracowania owego tematu. Mimo to złożony przez Needhama postulat całkowitego wyłączenia pojęcia wierzeń z naukowego użycia nie znajduje do dziś akceptacji.
Jak zanotował Thomas Kirsch, „wygląda na to, że problematyczna jest dla antropologów praca z pojęciem wierzeń, jednak równie trudno byłoby pracować bez owego pojęcia”.
Antropologia kulturowa w wielu przypadkach była dotąd uprawiana w oparciu o pojęcie wierzeń i praca z nim okazywała się owocna na różnych gruntach, pozwalając rozwinąć tę dyscyplinę naukową. Do dziś pozostaje ono w użyciu tej oraz wielu innych dyscyplin nauki. Termin ów jest odnoszony do duchowości, pamięci, tożsamości, moralności, różnorodności oraz do innych kwestii stanowiących zasadnicze zręby tematów i kontekstów interesujących dla nauk społecznych, które zajmują się dziś percepcją, wiarą i religiami.